# Maloja-hágó
A Maloja-hágó (németül Malojapass, olaszul Passo del Maloggia, rétorománul Malögia) a svájci Alpokban található, 1815 méter tengerszint feletti magasságú hágó. Graubünden kantonban Bergellt köti össze Engadinnal. Közigazgatási szempontból Maloja Stampához (Maloja község önkormányzata) tartozik.

## Maloja hágóutak

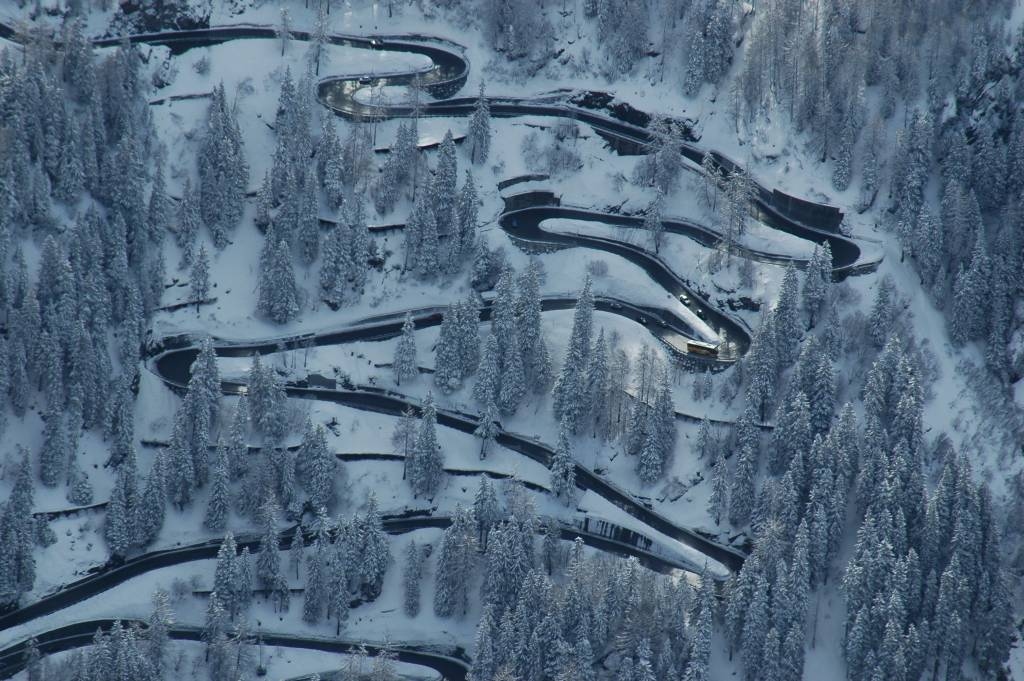
Postabusz a Maloja-hágón

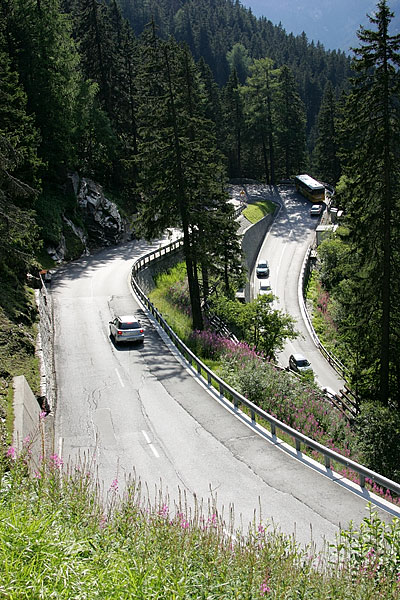
Hajtűkanyar

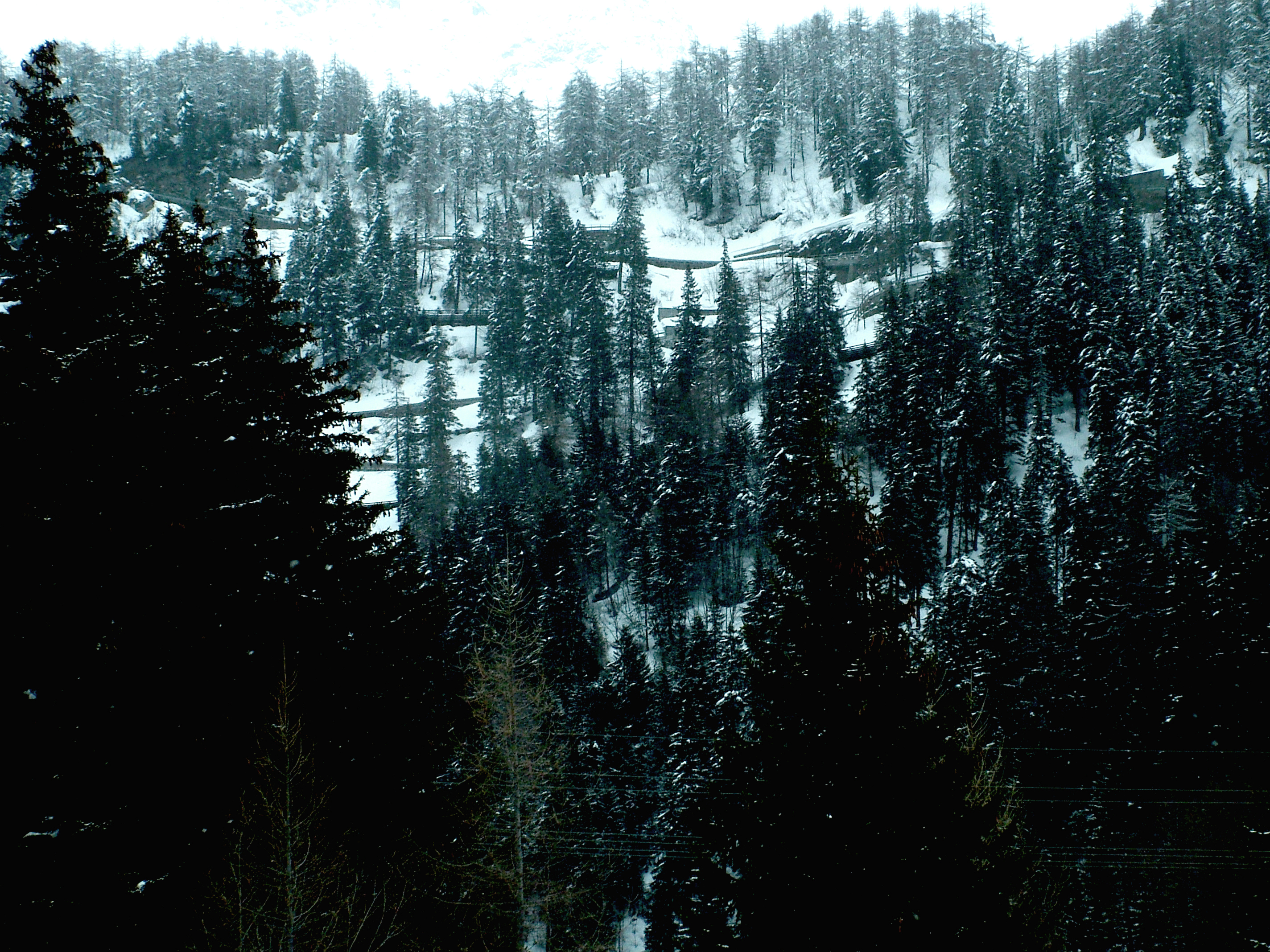
Maloja-hágó a Bergell-völgy felől

A Maloja-hágó – szomszédaival – legkevesebb kétezer éves múltra visszanyúló különösen fontos közlekedési kapcsolatot jelentenek a Comói-tó vidéke felől, a Julier-hágó-n át Churon, illetve az Engadinon át az osztrák-tiroli Nauders-szel. A rómaiak idején legfőbb szerepet az játszott, hogy a Via Aemiliának Milánó térségi csatlakozásából az Alpok magashegyi vidékén, a Comói-tó két oldalán vezetett útvonallal át lehetett kelni (a nyugati a mai Nagy Szent Bernát-hágón, ezzel a Bodeni-tó keleti végétől Frankfurt felé a rajnai-, vagy pedig a keletibb Maloján át, az ausztriai Inn-völgyből (Engadin) valamelyik úton Regensburgnál a Duna-menti limes-szakaszhoz eljussanak).
A hágó a korai- („sötét-”) középkorban nem bírt jelentőséggel, erre újból csak a középső-, illetve késő középkori távolsági kereskedelem kialakulásával került sor.
A távolsági kereskedelem áruit földi úton szállították a Silvaplana-tó vízéig. Ennek kiszolgálójaként a késő középkor óta működött egy bergelli málhás szállító-társaság (Saumergenossenschaft Bergeller Port) is, amelyik a szállítmányokat Sils településig juttatta fel. A 14. század közepétől Maloja különös jelentőségre tett szert egy nürnbergi kereskedőcsalád (Stromer-család) távolsági kereskedő-áruszállítmányozási hálózata révén. Maloját – 1648-ban – egy Sust-ból való szállító is említi. A hágó – elsősorban a borszállítók számára – a Muretto-hágón túli Veltlin-nel (és annak oldalvölgyével, a Valmalencóval) való kapcsolat szempontjából volt jelentős.
Történelmi adatok elemzésekor kitűnik, hogy az Alpokon Graubünden térségében átvezető két útvonal déli bevezetésénél található hágók (Bernina-, Maloja-, Julier-, Nagy Szent Bernát-hágó) között sajátos munkamegosztás alakult ki, annak megfelelően, hogy az adott időpontban melyik milyen állapotú volt, milyen közlekedési eszközökkel, illetve milyen célból, vagy milyen időjárási körülmények közt vették igénybe őket („hadak útja”, vagy kalmárkordés-, málhásállatos-, tömegáru- vagy borszállítás céljából stb.). A 20. század elején-közepén bekövetkezett változások (először az 1910-ben megépített Bernina-vasút, majd az 1964-es Szent Bernát-, illetve az 1980-as Gotthard közúti alagutak) azután markánsan átalakították ezt a munkamegosztást.

## Természetföldrajzi kép
A hágó sajátos jelentőségét az egész Maloja-körzet természetföldrajzi történetének köszönheti. Néhány százezer évvel korábban a Maloja-hágó környéke erőteljes változáson, átalakuláson ment át. Az Inn völgye kezdetben sokkal délnyugatibb helyen helyezkedett el, és úgy, hogy az Inn forráshelye a Bergell felső mellékvölgyében volt. Akkor azonban a völgyben folyó Mera a folyásirányát délre, az Adriai tenger irányába vágta be. Úgy tudjuk, hogy a Maira, Albigna és az Orlegna folyása, illetve folyásiránya 180 fokkal délnyugatibb volt, olyannyira, hogy mindkét folyó az erózió hátrarágódása miatt elkanyarodott. Kétségtelenül így történhetett meg, hogy a Val Duana és a Val Maroz völgyei korábban az Inn felső folyását képezték. Lehetséges, hogy egy jelentősebb változást megelőzően, korábban a Comói-tó is keletebbre volt.

## Maloja-hágó
A hágó elnevezése a szomszédos Veltlin pásztorainak nyelvjárására vezethető vissza, akik „Maloggia” névvel illették, s ez ugyanazt jelentette, mint az Erlenväldchen (égererdő). A helybeliek pedig még mindig Malögiaként nevezik.
Közlekedési vonatkozásban az ad különleges jelentőséget ennek az alpesi hágóútnak, hogy északi részén meglehetősen mérsékelt esésű; ezzel szemben délen - váratlanul - kifejezetten meredeken esik a Bergell-völgyig. Az itáliai Chiavenáig tartó 32 kilométeren 1482 méter szintkülönbségű, míg az északi részén a Felső-Engadin és Alsó-Engadin határán levő Zernecig tartó 49 kilométeren pedig csupán csak 343 métert esik.
Az 1815 méter tengerszint feletti magasságban található hágón az 1972-beli régészeti feltárás 30%-os emelkedőjű kordés-rámpa (Karrenrampe)nyomait találta, amely tanúsága szerint a római (sőt lehet, hogy a római korszak előtti) időben már kísérletet tettek ennek a magashegyi közlekedési kapcsolatnak a létrehozására.
Az előzőkből kitűnik, hogy a rómaiak voltak azok, akik a Maloján az első málhásutat (németül: Saumweg, Saumpfad) létesítették, amely tönkre mehetett, de aztán később, a későantik időkben felújították (főleg azért, mert ezen az igen szűk és meredek málhásúton kordékkal csak veszélyesen, vagy egyáltalán nem lehetett közlekedni).
A Maloja-hágó ebben az állapotban érte meg a középkort, amikor kezdetben (a „sötét kora középkor”-ban) jelentéktelennek tartották. Csak a középső-késő középkorban történt egy újabb átépítés, s ez aztán visszahozta az út és hágó régi, római kori jelentőségét. Középkori írásos említések:
- 1244: Malognum
- 1275: Malodia néven

A Maloja a 16. században kapta meg először igazi jelentőségét, mert 1776-ban építették ki az első tényleges, bár keskeny utat. 1827-től 1839-ig aztán egy modern értelemben vett műutat létesítettek, az út nyugati rámpáján 22 kanyarral (amiből 13 hajtűkanyar).
1840-ben megkezdték a Maloja- út meghosszabbítását Casaccia végpontig. Ez aztán 1859-ben folytatódott, míg elérte Itáliát.
A 19. század végéig a hágóút a korabeli közlekedési elvárásoknak jól megfelelt, havonta 12.000 áthaladó lovat számoltak (1909-től a nyári szezonban naponta 450, téli időszakban 107 ló).
1846-tól már - szabályos menetrend szerint - hetente kétszer postakocsijárat közlekedett Samedan és Chiavenna között, és 1922-ig még egy lovaskocsi is szolgálatban állt, amelyet ekkor az Alpenverein der Schweizer Post PTT alpesi buszjárata váltott fel. Ez a mobil egy 40 lóerős Adolph Sauer volt, amelyen abban a korban sok természetkedvelő utazott a hágón át. A kanton-utat 1934-ben aszfaltozták és aztán 1957-ben újra korszerűsítették.
A hágó, mint történelmi jelentőségű távolsági áruszállítási útvonal, fokozatosan veszített jelentőségéből. Részben az 1910-ben megépített Bernina-vasút, majd az 1964-es San Bernardino-, illetve az 1980-as Gotthard közúti alagutak átvették ezt a szerepet. Mindazonáltal a közvetlen térségbeli közlekedés, sőt a fellendült turizmus napjainkban sem nélkülözheti.

## Maloja közlekedésfejlesztési projektek

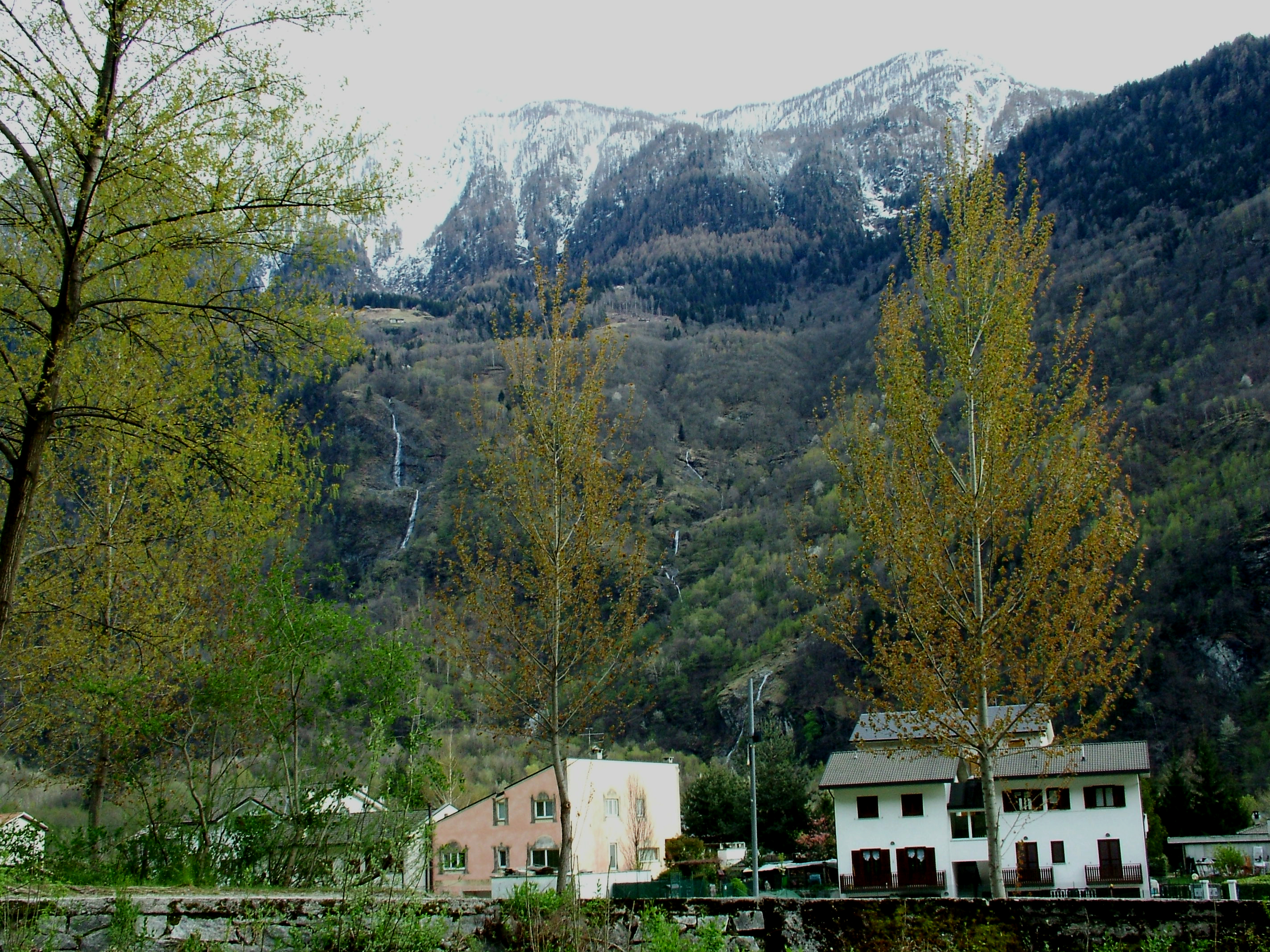
A Bergell-völgyet szegélyező Bernina-csoport

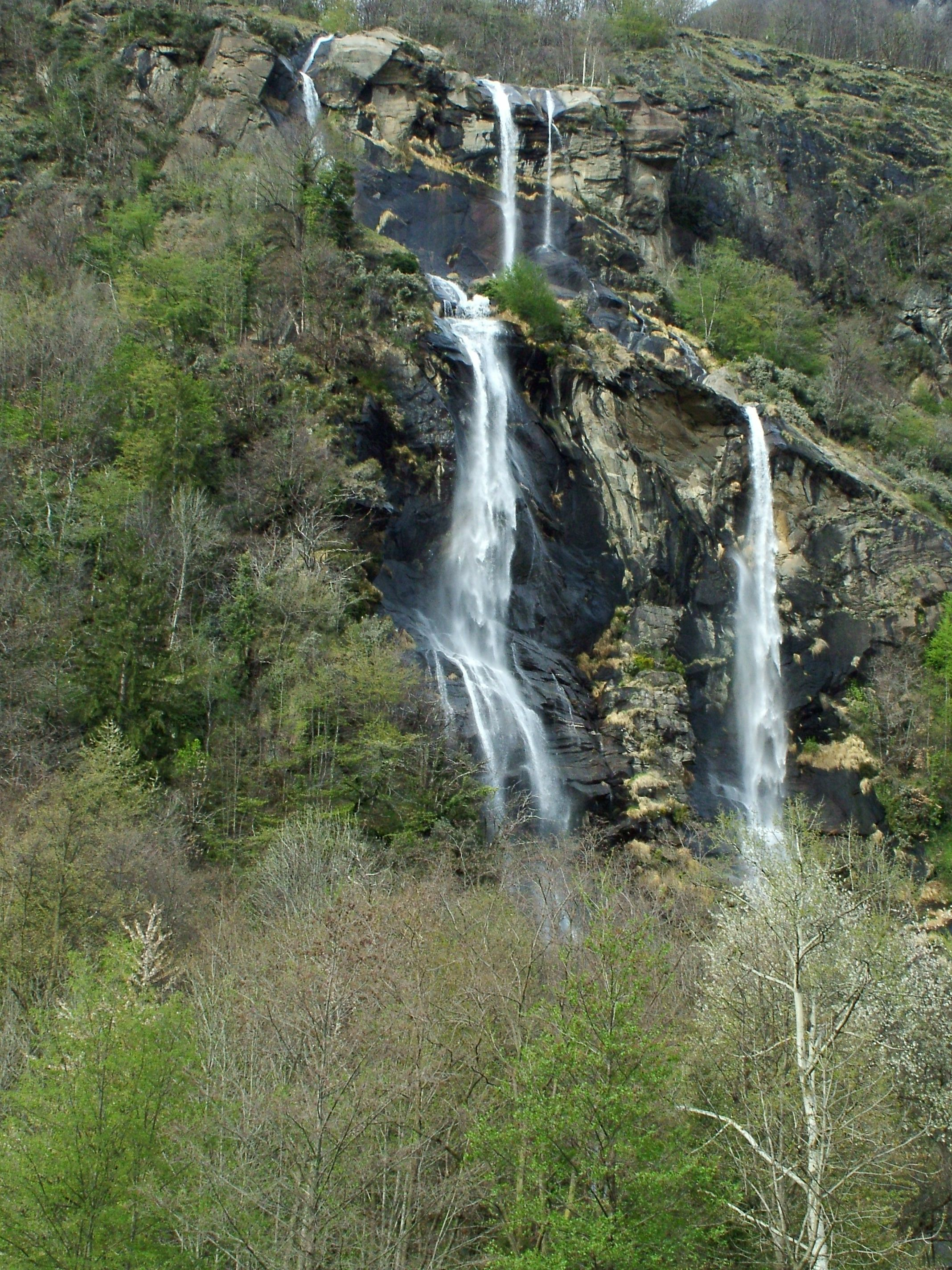
Vízesések a Bergell-völgyben Sciavennánál

Részben az Alpok ezen vidékének markáns felszíni körülményei, részben ennek a térségnek a modern politikai és gazdasági életbe való bekapcsolása érdekében idővel több közlekedésfejlesztési elképzelés látott napvilágot.

### Maloja-Inn-csatorna
1713-ban látott napvilágot egy, az Alpokat átszelő hajózási csatorna építésének gondolata. Az ausztriai Habsburgok éppen megkapták a korábban spanyol kézben lévő Lombardiát és működőképes közvetlen útvonalat kerestek Bécstől Milánóig. A Milánó és Innsbruck között tervezett csatorna a Duna és a Pó közötti hajóforgalmat szolgálta volna: a hajók Bécsből indulva a Dunán, majd az Inn folyón jutottak volna el Engadinba, aztán a Maloja-hágón át a Comói-tóhoz. A Comói-tótól csatornahálózaton lehetett volna eljutni a Pó folyóig és mellékfolyóihoz, így a csatorna egészen az Adriáig vezetett volna. Egy olyan korban, amikor még a síkvidéki csatornaépítések is nagy kihívást jelentettek a mérnökök számára, és csak nagyon kevés alpesi út volt járható, nem lehetett egy ilyen projektet komolyan venni. A projekt megvalósításának gondolata a későbbiekben többször is felmerült, míg végül a 20. században végleg lemondtak a projektről és egy vasútvonal tervén kezdtek el gondolkozni.

### Maloja-vasút
A 19. század végén született egy Maloján áthaladó vasútvonal terve is, amely a Julier-hágó felé haladt volna tovább. Hosboer, a „Rhetikon-Bahn” kezdeményezője dolgozott ki rá egy megfelelőnek tűnő koncepciót, amit később az „Albula-variánssá” alakított át, s ezt később a Maloján át, Bergell irányában folytatták volna.
La Nicca már több, mint egy fél évszázaddal korábban egyik tanulmányában foglalkozott a Maloja-, Lukmanier-, Splügen-, illetve a Nagy Szent Bernát-hágók összekapcsolásával, amely szintén normál nyomtávos vasúti variáció lett volna.
Időnként előtérbe került egy terv, mely szerint a normál nyomvonalú Albula–Ofenberg-vasút elágazásaként építenek egy szintén normál nyomvonalú vonalat Maloja felé. Ezzel a vasúthálózat-bővítéssel (Chiavenna és ezzel Lombardia bevonásával) azt remélték, hogy további területek feltárása révén még több szállítási megbízásokat kaphatnak.

## Távolságok és magasságok a Chiavenna-Silvaplana útvonalon
| 0 km  | Chiavenna            | 325 m                      |
| 10 km | Castasegna           | 696 m (svájci-olasz határ) |
| 13 km | Promontogno          | 802 m                      |
| 16 km | Stampa               | 994 m                      |
| 18 km | Borgonovo            | 1029 m                     |
| 19 km | Vicosoprano          | 1065 m                     |
| 27 km | Casaccia             | 1458 m                     |
| 32 km | Malojapass           | 1815 m                     |
| 33 km | Maloja               | 1809 m                     |
| 40 km | Sils im Engadin/Segl | 1798 m                     |
| 44 km | Silvaplana           | 1802 m                     |

## Képgaléria

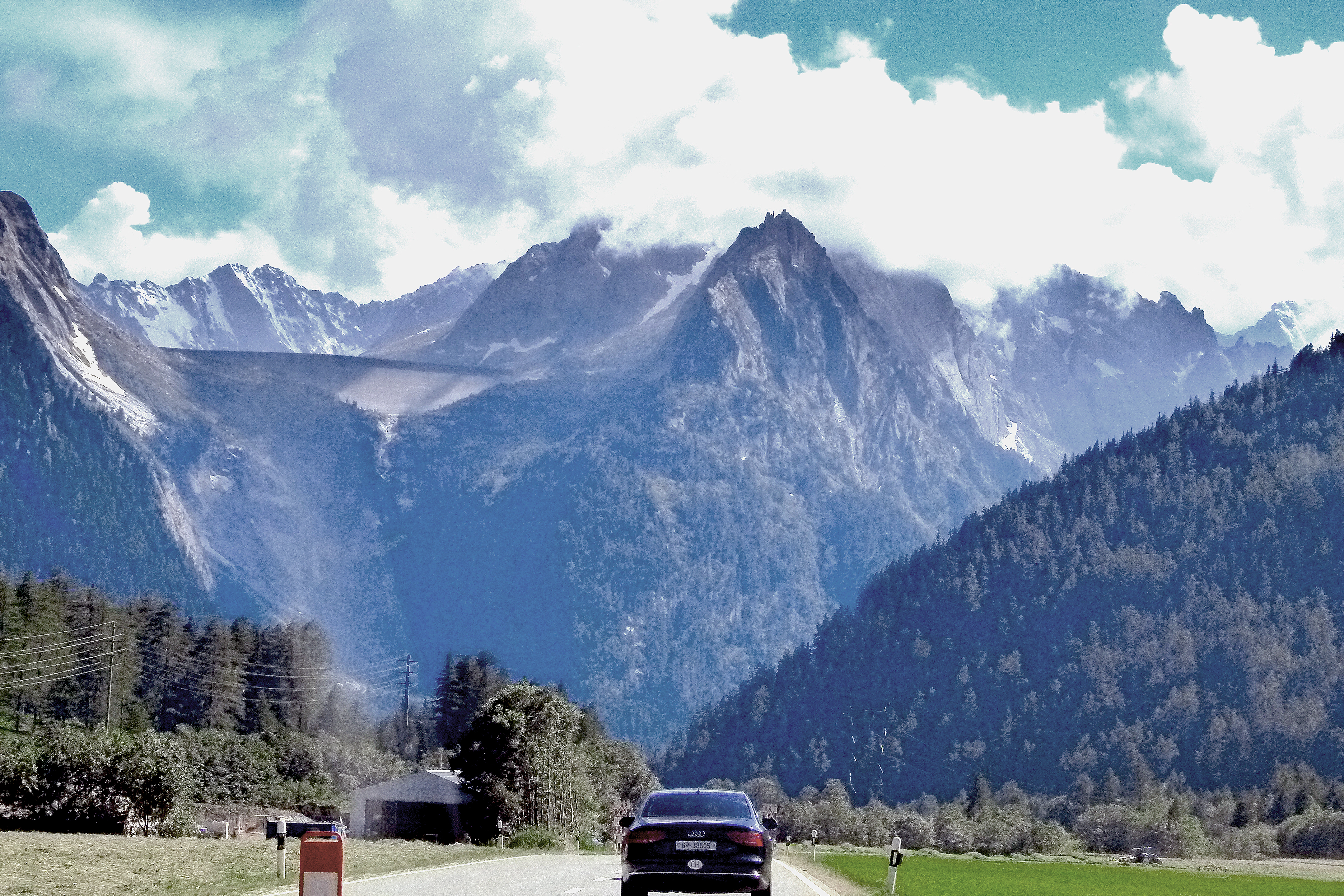
Bergüni kép
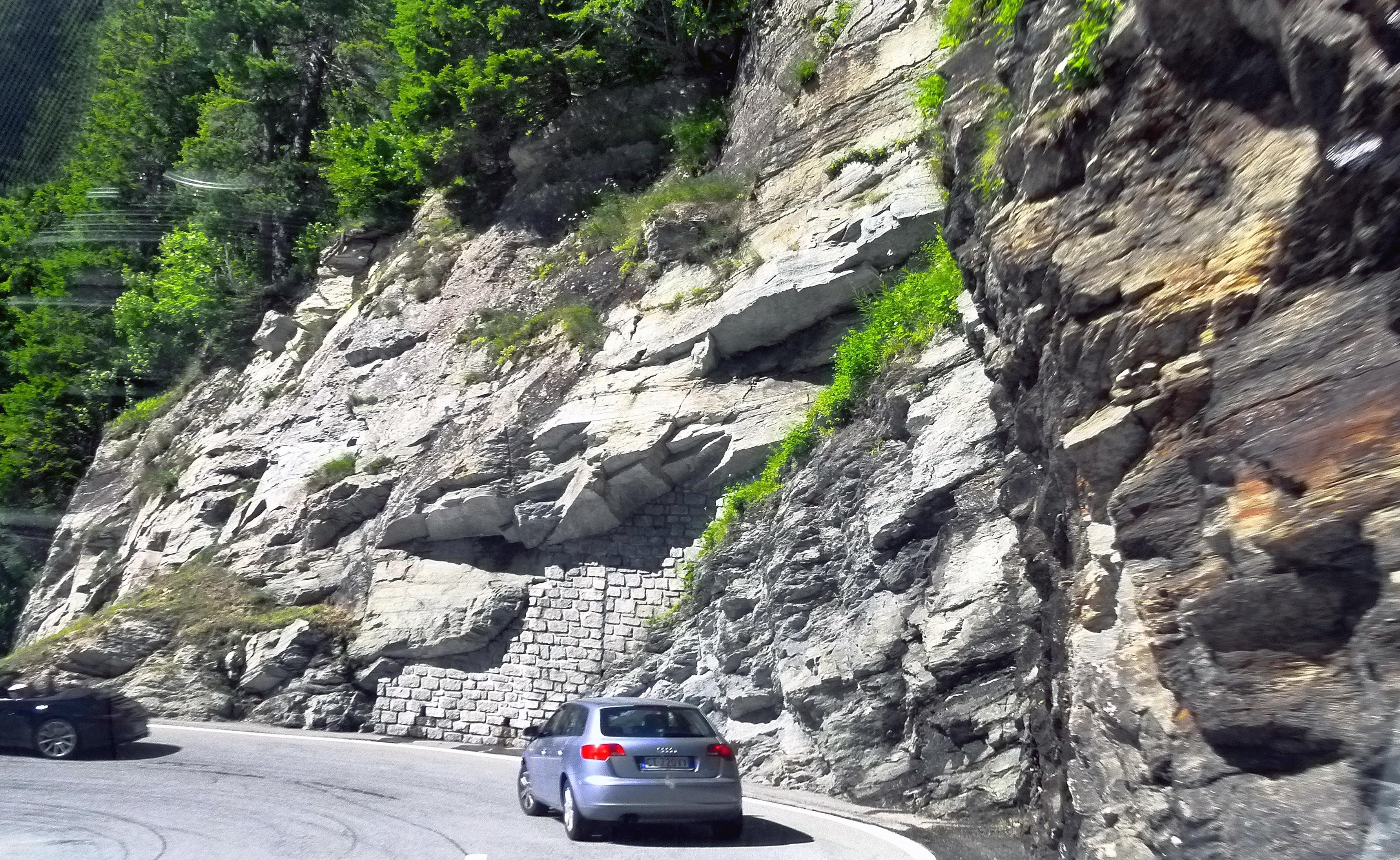
Északi hágóút
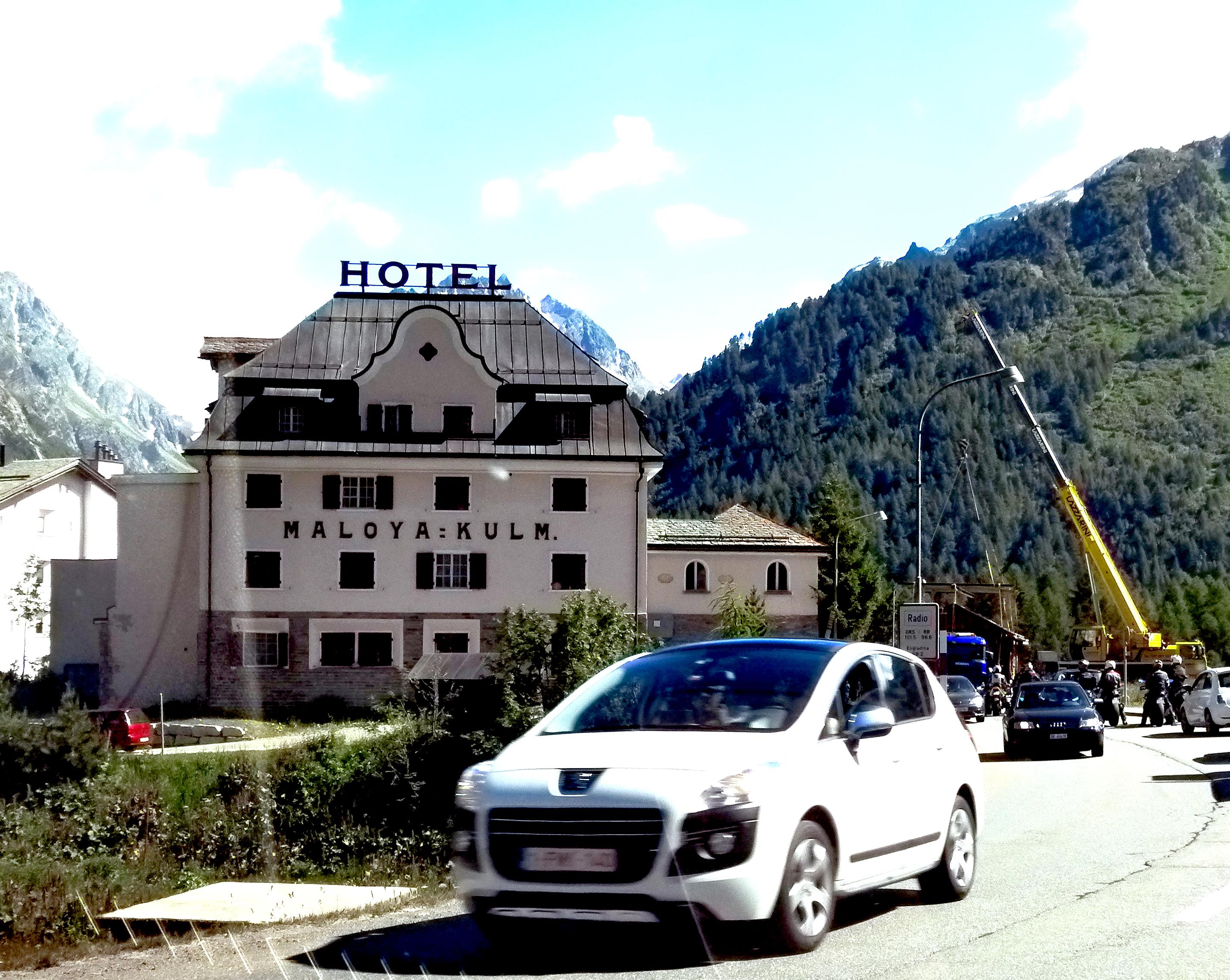
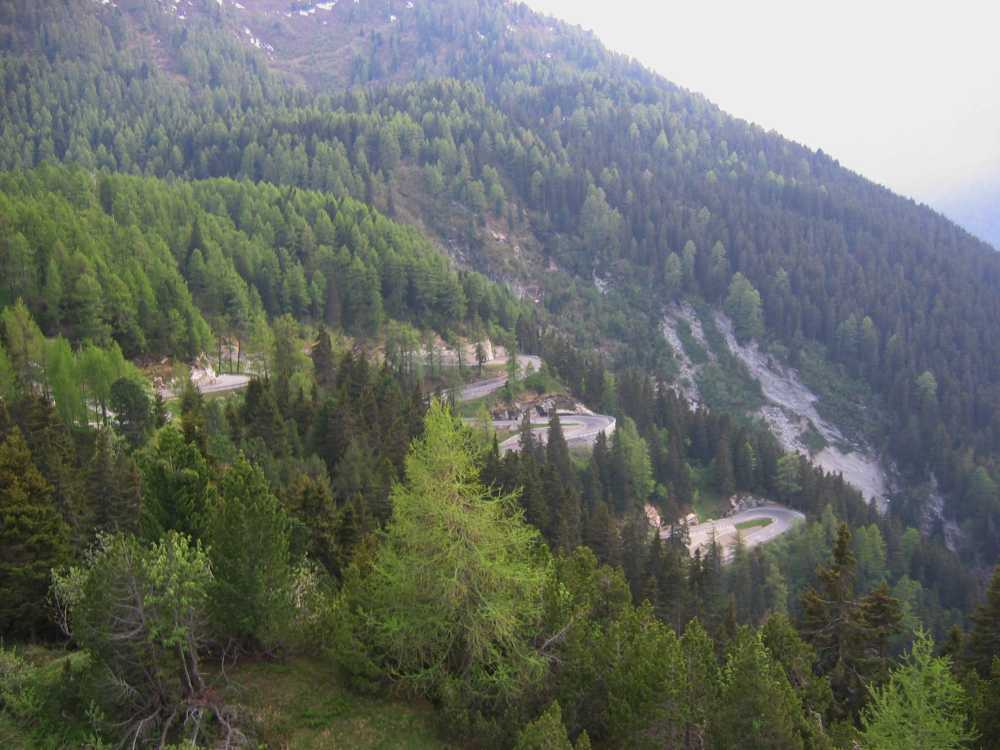
Maloja-hágó
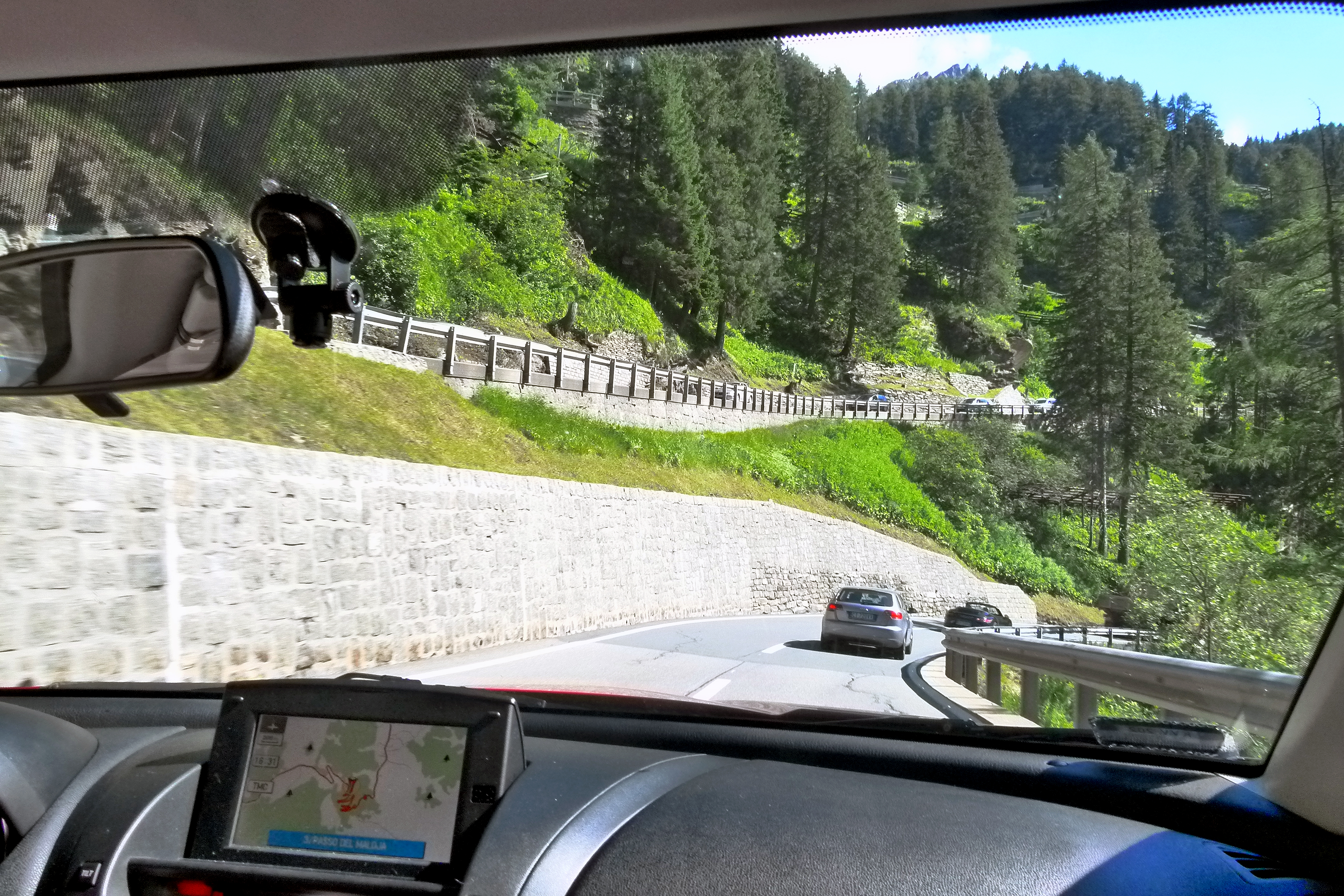
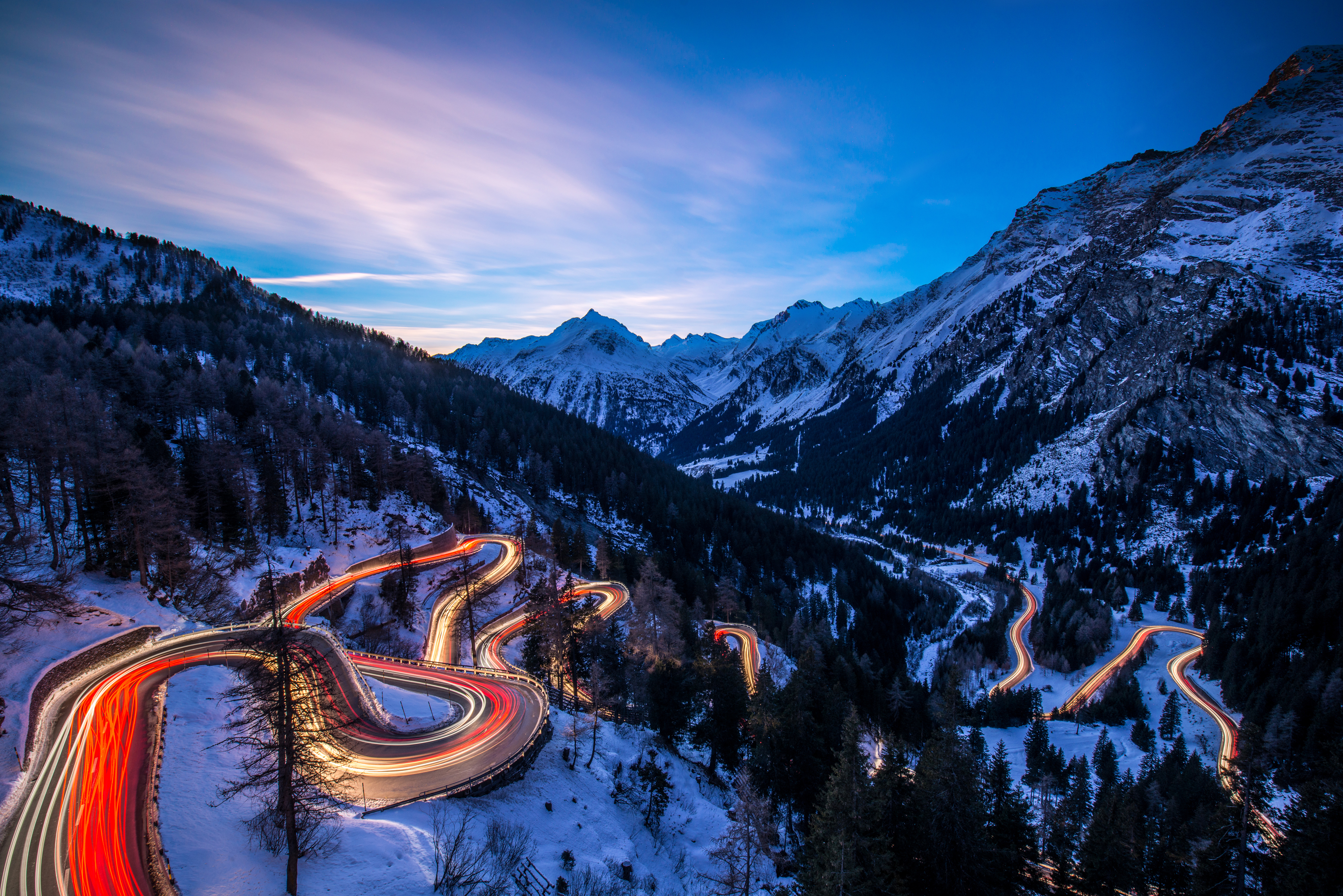
A hágó a „kék órában”

### Térképek
- ADAC Auto Atlas Europa 2004/2005. - ISBN 3-8264-1374-1
- Freitag-Berndt: Tirol / Vorarlberg 2005. - M: 1:200 000
- Freitag-Berndt: Wander- Rad- und Freizeitkarte WK 022 – ISBN 978-3-85084-703-2
- Freitag-Berndt: Freizeitführer WK 022 - ISBN 978-3-85084-703-2
- Editori Tabacco: Dolomiti Tirolo 2005 M = 500 000 – ISBN 978 8883 150 531
- Freitag-Berndt: Osttirol / Kärnten 2005. - M: 1:200 000
- Freitag-Berndt: Svájc 2005. M = 1:450 000